# Campeonato Pan-Pacífico de Natación de 1989
El III Campeonato Pan-Pacífico de Natación se celebró en Tokio (Japón) entre el  17 y el 20 de agosto de 1989 bajo la organización de la Federación Internacional de Natación (FINA) y la Federación Japonesa de Natación.

## Resultados

### Masculino
| Evento                    | Oro                                                                            | Plata                                                                                     | Bronce                                                                                  |
| ------------------------- | ------------------------------------------------------------------------------ | ----------------------------------------------------------------------------------------- | --------------------------------------------------------------------------------------- |
| 50 m libre (20.08)        | Tom Jager Estados Unidos 22,12 RM                                              | Andrew Baildon Australia 22,54                                                            | Steve Crocker Estados Unidos 22,78                                                      |
| 100 m libre (18.08)       | Brent Lang Estados Unidos 49,56                                                | Andrew Baildon Australia 50,03                                                            | Doug Gjertsen Estados Unidos 50,11                                                      |
| 200 m libre (17.08)       | Doug Gjertsen Estados Unidos 1:49,09                                           | Jon Olsen Estados Unidos 1:49,47                                                          | Turlough O'Hare · Canadá · 1:50,23                                                      |
| 400 m libre (19.08)       | Turlough O'Hare · Canadá · 3:52,89                                             | Daniel Jorgensen Estados Unidos 3:53,85                                                   | Paul Robinson Estados Unidos 3:55,04                                                    |
| 800 m libre (18.08)       | Michael McKenzie Australia 7:58,99                                             | Daniel Jorgensen Estados Unidos 8:01,29                                                   | Christopher Bowie · Canadá · 8:02,18                                                    |
| 1500 m libre (20.08)      | Glen Housman Australia 15:06,00                                                | Lars Jorgensen Estados Unidos 15:14,45                                                    | Michael McKenzie Australia 15:21,52                                                     |
| 100 m espalda (17.08)     | Jeff Rouse Estados Unidos 56,34                                                | Scot Johnson Estados Unidos 56,52                                                         | Mark Tewksbury · Canadá · 56,65                                                         |
| 200 m espalda (19.08)     | Daniel Veatch Estados Unidos 2:01,27                                           | Gary Anderson · Canadá · 2:02,34                                                          | Paul Kingsman Nueva Zelanda 2:03,14                                                     |
| 100 m braza (18.08)       | Richard Korhammer Estados Unidos 1:02,95                                       | Richard Schroeder Estados Unidos 1:03,09                                                  | Chen Jianhong China 1:03,19                                                             |
| 200 m braza (20.08)       | Mike Barrowman Estados Unidos 2:13,09 RM                                       | Nelson Diebel Estados Unidos 2:14,94                                                      | Jonathan Cleveland · Canadá · 2:15,76                                                   |
| 100 m mariposa (19.08)    | Anthony Nesty Surinam 53,80                                                    | Wade King Estados Unidos 53,86                                                            | Mark Henderson Estados Unidos 54,13                                                     |
| 200 m mariposa (17.08)    | Melvin Stewart Estados Unidos 1:59,40                                          | David Wharton Estados Unidos 1:59,56                                                      | Anthony Mosse Nueva Zelanda 2:00,03                                                     |
| 200 m estilos (20.08)     | David Wharton Estados Unidos 2:00,11 RM                                        | Ronald Karnaugh Estados Unidos 2:02,83                                                    | Gary Anderson · Canadá · 2:03,19                                                        |
| 400 m estilos (18.08)     | David Wharton Estados Unidos 4:16,14                                           | Eric Namesnik Estados Unidos 4:17,02                                                      | Raymond Brown · Canadá · 4:23,61                                                        |
| 4 × 100 m libre (20.08)   | Estados Unidos Brent Lang Jon Olsen Doug Gjertsen Tom Jager 3:17,75            | Australia Thomas Stachewicz Ian van der Wal Gary Lord Andrew Baildon 3:22,39              | Canadá · Steven Vandermeulen · Stephane Hebert · Mike Woolhouse · Darren Ward · 3:24,23 |
| 4 × 200 m libre (19.08)   | Estados Unidos Melvin Stewart Daniel Jorgensen Jon Olsen Doug Gjertsen 7:20,87 | Canadá · Gary Vandermeulen · Edward Parenti · Darren Ward · Turlough O'Hare · 7:25,13     | Australia Martin Roberts Justin Lemberg Gary Lord Thomas Stachewicz 7:25,56             |
| 4 × 100 m estilos (18.08) | Estados Unidos Jeff Rouse Richard Korhammer Wade King Brent Lang 3:39,27       | Canadá · Mark Tewksbury · Jonathan Cleveland · Stephane Hebert · Mike Woolhouse · 3:43,42 | Australia Thomas Stachewicz Philip Rogers Justin Cooper Andrew Baildon 3:46,75          |

### Femenino
| Evento                    | Oro                                                                                      | Plata | Bronce                                                                                 |
| ------------------------- | ---------------------------------------------------------------------------------------- | --- | -------------------------------------------------------------------------------------- |
| 50 m libre (20.08)        | Jennifer Thompson Estados Unidos 25,85                                                   | Wenyi Yang China 25,95 | Leigh Fetter Estados Unidos 25,96                                                      |
| 100 m libre (18.08)       | Yong Zhuang China 55,68                                                                  | Jennifer Thompson Estados Unidos 55,84 | Nicole Haislett Estados Unidos 55,99                                                   |
| 200 m libre (17.08)       | Patricia Noall · Canadá · 2:00,87                                                        | Mitzi Kremer Estados Unidos 2:01,18 | Yong Zhuang China 2:01,44                                                              |
| 400 m libre (19.08)       | Janet Evans Estados Unidos 4:04,53                                                       | Jane Skillman Estados Unidos 4:11,46 | Janelle Elford Australia 4:12,57                                                       |
| 800 m libre (20.08)       | Janet Evans Estados Unidos 8:16,22 RM                                                    | Janelle Elford Australia 8:31,16 | Julie Kole Estados Unidos 8:32,56                                                      |
| 1500 m libre (17.08)      | Janelle Elford Australia 16:10,58                                                        | Julie Kole Estados Unidos 16:28,25 | Julie McDonald Australia 16:35,82                                                      |
| 100 m espalda (17.08)     | Lea Loveless Estados Unidos 1:02,69                                                      | Nicole Livingstone Australia Anne Mahoney Estados Unidos 1:03,52                                                                          | —                                                                                      |
| 200 m espalda (19.08)     | Dede Trimble Estados Unidos 2:13,76                                                      | Anna Simcic Nueva Zelanda 2:14,21 | Nicole Livingstone Australia 2:14,22                                                   |
| 100 m braza (18.08)       | Keltie Duggan · Canadá · 1:09,79                                                         | Tracey McFarlane Estados Unidos 1:09,81                                                                                                   | Mary Blanchard Estados Unidos 1:11,08                                                  |
| 200 m braza (20.08)       | Mary Blanchard Estados Unidos 2:32,02                                                    | Nathalie Giguère · Canadá · 2:32,12 | Tracey McFarlane Estados Unidos 2:32,13                                                |
| 100 m mariposa (19.08)    | Qian Hong China 1:00,45                                                                  | Xiaohong Wang China 1:00,81 | Jenna Johnson Estados Unidos 1:01,01                                                   |
| 200 m mariposa (17.08)    | Rie Shito Japón 2:11,29                                                                  | Julia Gorman Estados Unidos 2:11,45 | Xiaohong Wang China 2:11,55                                                            |
| 200 m estilos (20.08)     | Lin Li China 2:14,69                                                                     | Summer Sanders Estados Unidos 2:16,09 | Michelle Griglione Estados Unidos 2:16,77                                              |
| 400 m estilos (18.08)     | Janet Evans Estados Unidos 4:39,38                                                       | Lin Li China 4:45,69 | Donna Procter Australia 4:45,99                                                        |
| 4 × 100 m libre (19.08)   | Estados Unidos Jennifer Thompson Julie Cooper Carrie Steinseifer Nicole Haislett 3:43,63 | Canadá · Patricia Noall · Kristin Topham · Allison Higson · Kathleen Bald · 3:47,80                                                       | China Zhuang Yong Sun Chunli Yang Wenyi Qian Hong 3:47,97                              |
| 4 × 200 m libre (18.08)   | Estados Unidos Mitzi Kremer Stacy Cassiday Janet Evans Julie Kole 8:03,33                | Japón Chikako Nakamori Kaori Sasaki Miki Wakahoi Yoko Shimao 8:14,83                                                                      | Canadá · Allison Higson · Christine Jeffrey · Joanne Currah · Patricia Noall · 8:16,29 |
| 4 × 100 m estilos (20.08) | Estados Unidos Lea Loveless Tracey McFarlane Jenna Johnson Leigh Fetter 4:09,93          | Australia Nicole Livingstone Lara Hooiveld Fiona Alessandri Karen van Wirdum China Yang Wenyi Huang Xiaomin Qian Hong Zhuang Yong 4:11,54 | —                                                                                      |

## Medallero
| Núm. | País           | Oro | Plata | Bronce | Total |
| ---- | -------------- | --- | ----- | ------ | ----- |
| 1    | Estados Unidos | 23  | 19    | 11     | 53    |
| 2    | Australia      | 3   | 6     | 7      | 16    |
| 3    | Canadá         | 3   | 5     | 8      | 16    |
| 4    | China          | 3   | 6     | 4      | 13    |
| 5    | Japón          | 1   | 1     | 0      | 2     |
| 6    | Surinam        | 1   | 0     | 0      | 1     |
| 7    | Nueva Zelanda  | 0   | 1     | 2      | 3     |
|      | TOTAL          | 34  | 36    | 32     | 102   |

| Predecesor: Brisbane 1987 Australia | Campeonato Pan-Pacífico de Natación III edición | Sucesor: · Edmonton 1991 · Canadá |

- Datos: Q289301